# Petr Lom
Petr Lom (15. července 1935 Praha – 3. května 2003 Abidžan) byl český lékař, politik a diplomat, v 90. letech 20. století poslanec České národní rady a Poslanecké sněmovny za ODS, v letech 1992–1993 ministr zdravotnictví České republiky.

## Biografie

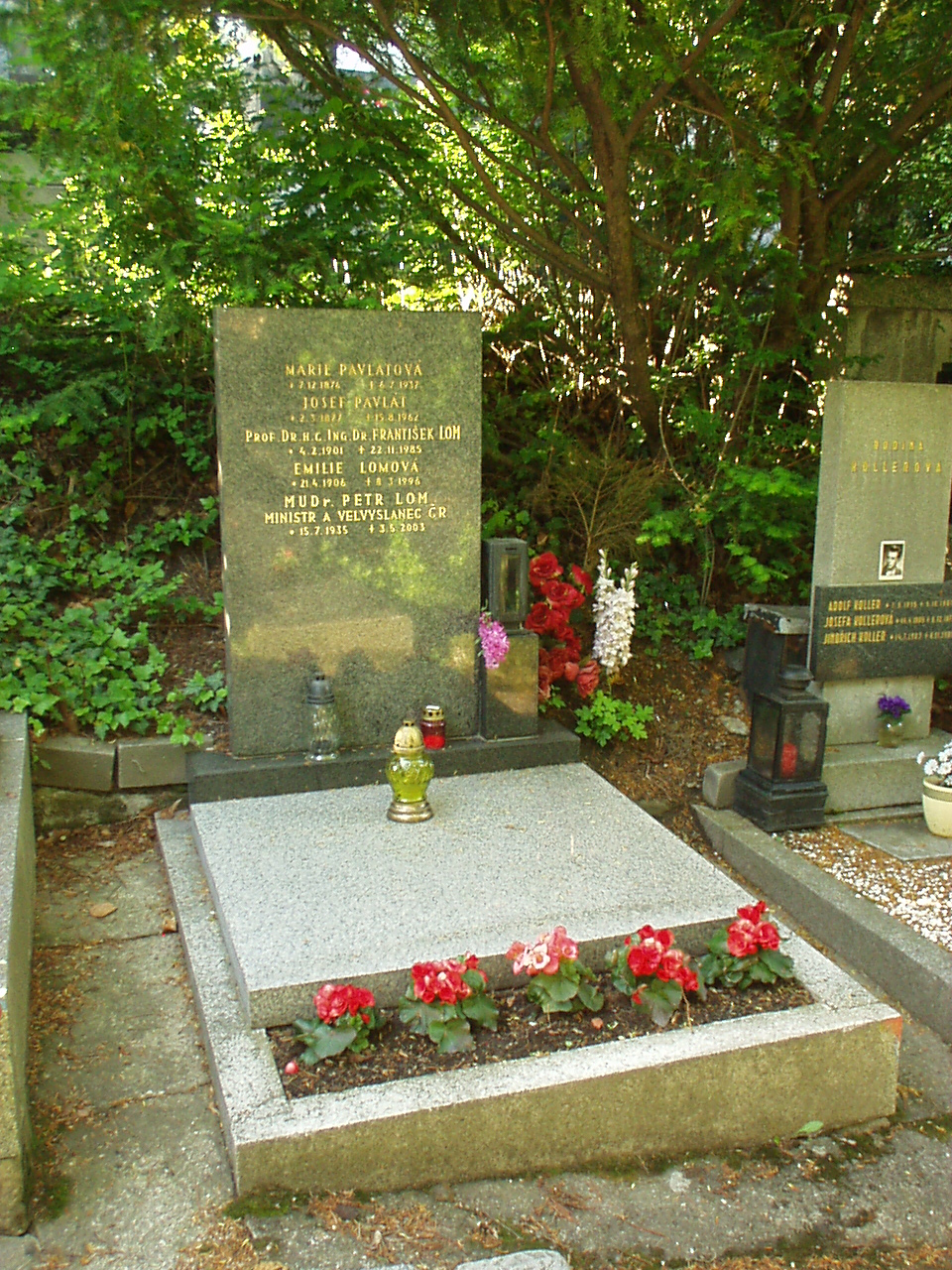
Hrob na hřbitově v Praze

Po dokončení Fakulty všeobecného lékařství Univerzity Karlovy v Praze pracoval v letech 1960–64 jako chirurg v chomutovské nemocnici (OÚNZ). Následně byl do roku 1967 expertem ministerstva zdravotnictví ČSSR v okresní nemocnici v Alžírsku. Po návratu pracoval až do roku 1978 na chirurgické klinice Fakultní nemocnice pod Petřínem v Praze, později vedl úrazové oddělení Institutu pro další vzdělávání lékařů a farmaceutů ve Fakultní nemocnice na Bulovce v Praze.
Po sametové revoluci se zapojil do politiky. Zakládal Občanské fórum v Praze 8. Již v únoru 1990 se v rámci procesu kooptací stal poslancem České národní rady. Poslanecký mandát pak za několik měsíců obhájil v řádných volbách v roce 1990 za Občanské fórum. Předsedal výboru pro sociální politiku a zdravotnictví. Opětovně byl zvolen ve volbách v roce 1992, nyní již za ODS, jejímž členem byl od roku 1991, (volební obvod Praha). Od vzniku samostatné České republiky v lednu 1993 byla ČNR transformována na Poslaneckou sněmovnu Parlamentu České republiky. Zde zasedal do května 1995, kdy rezignoval na mandát.
Od 2. července 1992 do 22. června 1993 byl ministrem zdravotnictví v první vládě Václava Klause. Ve funkci rozběhl pojištěnecký systém, ale po protestech ambulantních lékařů byl odvolán. Požadavky na jeho odvolání z vlády zaznívaly již v dubnu 1993, kdy byl i stranickými kolegy z ODS kritizován za nedostatky ve vedení ministerstva. Tehdy se za něj ještě postavila Výkonná rada ODS a doporučila mu ustavit poradní sbor pro řešení komplikovaných otázek rezortu. Ani toto však nebylo trvalým řešením a o dva měsíce později odchází z vlády. Nahradil ho Luděk Rubáš.
Další etapa jeho života je spojena s diplomacií. Od 1. prosince 1994 nastoupil na ministerstvo zahraničních věcí. Od 10. ledna 1995 do 20. července 1999 byl českým velvyslancem ve Francii, zároveň zastával post stálého představitele ČR při Organizaci spojených národů pro výchovu, vědu a kulturu (UNESCO). V období březen 1996 - duben 1997 byl navíc pověřen funkcí prozatímního vedoucího stálé mise České republiky při OECD. Od roku 1999 pracoval jako ministerský rada na Ministerstvu zahraničních věcí v odboru států subsaharské Afriky. Od roku 2000 až do své smrti byl velvyslancem v Republice Pobřeží slonoviny.
Zemřel na plicní embolii ve své rezidenci v hlavním městě Pobřeží slonoviny Abidžanu.